# Lühburg
Lühburg är en ortsteil i kommunen Walkendorf i Landkreis Rostock i förbundslandet Mecklenburg-Vorpommern i Tyskland. Lühburg var en kommun fram till 26 maj 2019 när den uppgick i Walkendorf. Kommunen Lühburg hade 215 invånare 2019.